# Ngô Tuấn Nghĩa
Ngô Tuấn Nghĩa (sinh ngày 20 tháng 4 năm 1962) là một Thiếu tướng Quân đội nhân dân Việt Nam và chính trị gia người Việt Nam. Ông nguyên là Bí thư Đảng ủy, Chính ủy Bộ Tư lệnh Thành phố Hồ Chí Minh, đại biểu quốc hội Việt Nam khóa XIV nhiệm kì 2016-2021, thuộc đoàn đại biểu quốc hội Thành phố Hồ Chí Minh. Ông đã trúng cử đại biểu quốc hội năm 2016 ở đơn vị bầu cử số 1, Thành phố Hồ Chí Minh (Quận 1, Quận 3, Quận 4) với tỉ lệ 60,6% số phiếu.

## Xuất thân
Ngô Tuấn Nghĩa sinh ngày 20 tháng 4 năm 1962 ở xã Thới Tam Thôn, huyện Hóc Môn, Thành phố Hồ Chí Minh.
Ông cư trú tại huyện Hóc Môn, Thành phố Hồ Chí Minh.

## Giáo dục
- Giáo dục phổ thông: 12/12
- Cử nhân Khoa học, Xã hội và Nhân văn, Học viện Chính trị Quân sự
- Cử nhân Kinh tế, đại học Kinh tế Thành phố Hồ Chí Minh
- Cao cấp lí luận chính trị

## Sự nghiệp
Ông gia nhập Đảng Cộng sản Việt Nam vào ngày 08/12/1983.
- Từ tháng 7 năm 1980 đến tháng 3 năm 1989: Ông công tác tại Sư đoàn 477, Quân khu 7, kinh qua các nhiệm vụ: Chiến sĩ, Binh nhất, Hạ sĩ, Trung sĩ, Thượng sĩ, Tiểu đội trưởng, Trung đội trưởng, Thiếu úy, Trung úy, Thượng úy, Đại đội phó Quân sự, Đại đội phó Chính trị, Bí thư Chi bộ Đại đội 4, Phó Bí thư Chi bộ Ban Tuyên huấn, Trợ lý Tuyên huấn Phòng Chính trị. Ông được cử đi học Trường Quân sự Quân khu 7 (02/1983 - 12/1983) và được kết nạp vào Đảng Cộng sản Việt Nam ngày 08 tháng 12 năm 1983;
- Từ tháng 4 năm 1989 đến tháng 10 năm 1995: Ông công tác tại Ban Chỉ huy Quân sự Quận 11, giữ các chức vụ: Phó Bí thư Chi bộ, Đại úy, Trợ lý Tác chiến, Trợ lý Cán bộ, Trợ lý Chính trị. Trong thời gian này, Ông được cử đi học tại Trường Quân sự Quân khu 7 (6/1991 - 12/1991);
- Từ tháng 11 năm 1995 đến tháng 02 năm 2004: Ông là Thiếu tá, Trợ lý Thanh niên; rồi Trung tá, Trưởng ban Tổ chức, Đảng ủy viên Phòng Chính trị. Ông được cử đi học tại Học viện Chính trị - Quân sự (4/1998 - 12/1998);
- Từ tháng 3 năm 2004 đến tháng 5 năm 2006: Ông công tác tại Ban Chỉ huy Quân sự Quận 6, giữ các chức vụ: Thượng tá, Phó Chỉ huy trưởng Chính trị, Phó Bí thư Đảng ủy Quân sự. Ông được cử đi học tại Học viện Chính trị - Quân sự (12/2003 - 12/2004);
- Từ tháng 6 năm 2006 đến tháng 5 năm 2012: Ông là Đại tá, Phó chủ nhiệm, Chủ nhiệm Chính trị Bộ Chỉ huy Quân sự TP.HCM (nay là Bộ Tư lệnh TP.HCM); Ủy viên Thường vụ Đảng ủy Quân sự; Phó Bí thư Đảng ủy Phòng Chính trị, Bộ Tư lệnh TP.HCM. Ông được cử đi học tại Học viện Chính trị Quốc gia Hồ Chí Minh (8/2008 - 8/2009);
- Từ tháng 6 năm 2012 đến tháng 12 năm 2016: Ông là Phó Chính ủy, Ủy viên Thường vụ Đảng ủy Quân sự, Bộ Tư lệnh TP.HCM.
- Từ tháng 12 năm 2016 đến tháng 2 năm 2020: Ông là Bí thư Đảng ủy, Chính ủy Bộ Tư lệnh Thành phố Hồ Chí Minh.
- Ngày 07 tháng 02 năm 2020, Bộ Quốc phòng đã có quyết định về việc cán bộ nghỉ công tác chờ hết tuổi phục vụ tại ngũ đối với Thiếu tướng Ngô Tuấn Nghĩa, Chính ủy Bộ Tư lệnh TP.

## Đại biểu Quốc hội Việt Nam khóa 14 Thành phố Hồ Chí Minh
- Về việc tố cáo vi phạm quan chức khi họ đã về hưu, ông phát biểu trước nghị trường Quốc hội vào tháng 11 năm 2017 như sau: ""Tôi nghĩ trong phạm vi áp dụng của Luật tố cáo không nên đưa việc giải quyết tố cáo các hành vi vi phạm trong thực hiện nhiệm vụ, công vụ của các bộ công chức, viên chức nghỉ hưu vào luật".[3]